# Yéspola
Yéspola (en aragonés Yespola) es una localidad española de la comarca del Alto Gállego, en la comunidad autónoma de Aragón. Pertenece al municipio de Sabiñánigo, en la provincia de Huesca. Se encuentra en el valle de la Guarguera.

## Geografía
Se sitúa a 881 metros de altitud, en la margen izquierda del río Guarga.

## Historia
Según Agustín Ubieto Arteta, la primera cita del lugar data de 1030, que se recoge en la obra de su hermano Antonio Ubieto Arteta, Cartulario de Monasterio de San Juan de la Peña, I (en Textos Medievales, 6, Valencia, 1962), y documenta las formas Iespola, Espola, Gespula y Spolla.
Junto con Arraso, perteneció al municipio histórico de Arraso y Éspola, tal como cita Pascual Madoz en el Diccionario geográfico-estadístico-histórico de España y sus posesiones de Ultramar, III (Madrid, 1847).

## Demografía
Datos demográficos de la localidad de Yéspola desde 1900:
| 30                    | 38 | 33 | 21 | 11 | 13 | 12 | 6 | 0 | 2 | 4 | 5 | 2 |
| (Fuente: IAEST e INE) |    |    |    |    |    |    |   |   |   |   |   |   |

- Datos referidos a la población de derecho.

## Monumentos
Destaca la torre de los Villacampa del siglo XVI.

## Fiestas
Se celebran sus fiestas el 19 y 20 de septiembre.